# Karl II av England

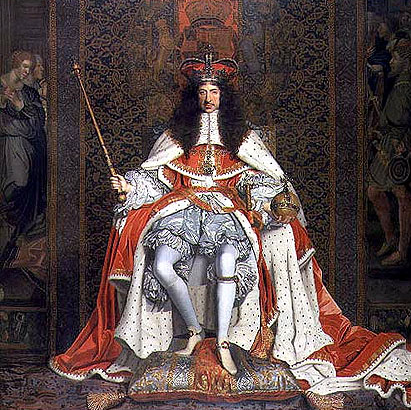
Karl II

Karl II (engelska: Charles II), född 29 maj 1630 på St. James's Palace i Westminster, London, död 6 februari 1685 på slottet Whitehall i London, var kung av England, Skottland och Irland från 30 januari 1649 (retrospektivt de jure) eller 29 maj 1660 (de facto) till sin död 1685. 
Hans far Karl I hade blivit avrättad 1649 efter det engelska inbördeskriget; monarkin avskaffades då och kungariket England och kungariket Skottland blev en republik under Oliver Cromwell, lordprotektorn. 1660, kort efter Cromwells död, återupprättades monarkin under Karl II.
I motsats till sin far var Karl II skicklig på att hantera Englands parlament, så mycket att han fortfarande betraktas som en av Englands främsta kungar. Det var under hans regeringstid de politiska partierna whigs och tories utvecklades. Han är känd för att ha fått många oäkta barn, av vilka han erkände fjorton. Han var känd som den ”glade monarken” ("Merry Monarch") och gynnade konsterna och var mindre restriktiv än många av sina företrädare. Genom att han konverterade till katolicismen på sin dödsbädd blev Karl II den förste katolske regenten av England sedan Maria I av England dog 1558 och av Skottland sedan Maria I av Skottland avsattes 1567.
Efter att 1661 ha fått avslag på sitt frieri till den svenska änkedrottningen Hedvig Eleonora, gifte han sig i maj 1662 med Katarina av Braganza.

## Barndom och ungdomsår
Karl, äldste överlevande son till Karl I av England och Henrietta Maria av Frankrike, föddes i St. James's Palace 29 maj 1630. Vid födseln blev han automatiskt (som äldste levande son till regenten) hertig av Cornwall och hertig av Rothesay. Kort efter födelsen blev han prins av Wales. På grund av det avbrott som inbördeskriget innebar genomgick han aldrig den formella investituren för prinsen av Wales. 
Under 1640-talet, när prinsen av Wales fortfarande var ung, stred Karl I mot parlamentets och puritanernas styrkor i det engelska inbördeskriget. Prinsen följde med sin far under slaget vid Edgehill och deltog vid femton års ålder i fälttågen 1645, när han blev formell befälhavare för de engelska styrkorna i den västra delen av landet. 1646 lämnade han England på grund av att man fruktade för hans säkerhet. Han reste först till Isles of Scilly, sedan till Jersey och slutligen till Frankrike, där hans mor redan levde i exil. 1648, under det andra engelska inbördeskriget, flyttade Karl till Haag, där hans syster Maria och svåger Vilhelm II av Oranien verkade mer villiga att erbjuda hjälp till rojalisterna än drottningens franska släktingar. Tyvärr kunde Karl varken få någon nytta av den rojalistiska flotta som hamnade under hans befäl, eller nå Skottland i tid för att sluta upp med hertigen av Hamiltons rojalistiska "Engagers-armé" innan den besegrades i slaget vid Preston.
I Haag hade Karl II ett förhållande med Lucy Walter (som enligt vissa i hemlighet gifte sig med honom). Deras son, James Crofts (senare hertig av Monmouth och hertig av Buccleuch), kom att bli den mest framträdande av Karls många oäkta söner i Englands politiska liv. 

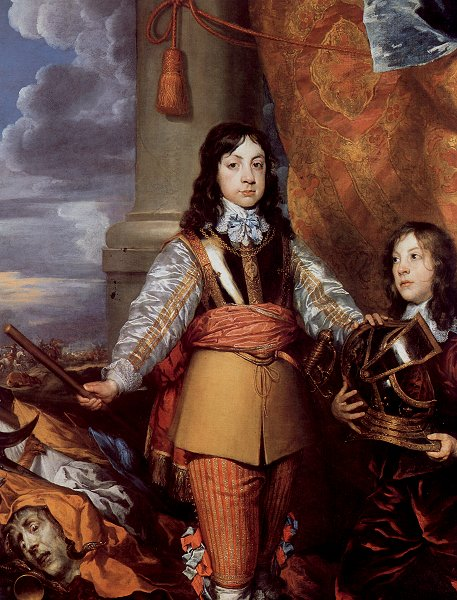
Karl II när han var prins av Wales av William Dobson, cirka 1642 eller 1643.

Karl I tillfångatogs av rebellerna 1647, flydde, och tillfångatogs på nytt 1648. Trots hans sons ansträngningar att rädda honom blev Karl I avrättad 1649 och England utropades till republik. Samtidigt erkände emellertid Skottland Karl som arvtagare till sin far – till och med covenantanhängarna (Covenanters) (ledda av markisen av Argyll), den mest extrema presbyterianska gruppen i Skottland, ville inte låta engelsmännen avgöra deras monarkis öde. 
Den 5 februari 1649 utropades Karl II till skottarnas kung i Edinburgh, på villkoret att han skulle gå med på Solemn League and Covenant (en överenskommelse mellan England och Skottland att Church of Scotland inte skulle omformas efter anglikansk modell utan förbli presbyteriansk – den form av kyrkostyre som de flesta i Skottland föredrog – och att Church of England och Church of Ireland skulle reformeras på samma sätt). När han anlände till Skottland 23 juni 1650 antog han formellt överenskommelsen. Att han övergav anglikanismen gav honom stöd i Skottland men gjorde honom impopulär i England. Karl själv kom snart att hata sina skotska värdar (eller fångvaktare, som han kom att se de stränga covenantanhängarna som), och sägs ha firat när han fick höra att covenantanhängarna förlorade i slaget vid Dunbar i september 1650. 
Trots allt var skottarna Karls bästa hopp om att återfå tronen, och han kröntes till skottarnas kung vid Scone 1 januari 1651. Eftersom Cromwells styrkor hotade Karls ställning i Skottland beslöts att ett anfall mot England skulle utföras. Många av skottarna (däribland Argyll och andra ledande covenantanhängare) vägrade dock delta och få engelska rojalister anslöt sig till styrkan när den tågade söderut in i England. Invasionen slutade i nederlag i slaget vid Worcester 3 september 1651, efter vilket Karl sägs ha gömt sig i den kungliga eken vid Boscobel House. Därefter flydde han till Frankrike förklädd. Parlamentet satte en belöning på 1000 pund på kungens huvud, och dödsstraff för den som blev påkommen med att hjälpa honom. Efter sex veckor på flykt lyckades Karl lämna England. 
Karl var nu utfattig och kunde inte få tillräckligt stöd för att erbjuda ett allvarligt hot mot Cromwells regering. Trots att huset Stuart hade familjeförbindelser via Henrietta Maria och prinsessan av Oranien allierade sig Frankrike och de Förenade provinserna med Cromwells regering, vilket tvingade Karl att vända sig till Spanien för att få hjälp. Han försökte värva en armé, men misslyckades på grund av sin skrala ekonomi.

## Restaurationen
Efter Oliver Cromwells död 1658 tycktes Karls möjligheter att återfå kronan små. Oliver Cromwell efterträddes som lordprotektor av sin son Richard Cromwell. Emellertid var den nye lordprotektorn inkompetent och ovillig att härska, och abdikerade 1659. Protektoratet England avskaffades, och Commonwealth of England upprättades. Under de civila och militära oroligheter som följde blev styresmannen av Skottland, George Monck, orolig för att nationen skulle störta ned i anarki, och försökte därför återupprätta monarkin. Monck och hans armé tågade in i City of London och tvingade det långa parlamentet att upplösa sig självt. För första gången på nästan tjugo år stod parlamentsledamöterna inför ett parlamentsval. 
Ett övervägande rojalistiskt underhus valdes. Konventsparlamentet fick kort efter att det samlades den 25 april 1660 nyheter om deklarationen i Breda (8 maj 1660), där Karl gick med på bland annat att benåda många av sin fars fiender. Parlamentet deklarerade därefter att Karl II hade varit den laglige regenten sedan Karl I avrättades 1649.
Karl for till England och anlände till Dover 23 maj 1660. Han nådde London 29 maj (som anses som dagen för den engelska restaurationen och var Karls trettioårsdag). Fastän Karl gav amnesti åt Cromwells anhängare i Act of Indemnity and Oblivion drog han tillbaka sin benådning av de ämbetsmän som var inblandade i rättegången och avrättningen av hans far. Många av dem som undertecknade dödsdomen mot Karl I blev avrättade 1660 på det mest gruvliga sätt: de blev hängda, dragna och fyrdelade på det mest barbariska medeltida sättet. Andra fick livstids fängelse. Liken efter Oliver Cromwell, Henry Ireton och John Bradshaw utsattes för förnedringen att bli avrättade efter döden.

## Kavaljerparlamentet

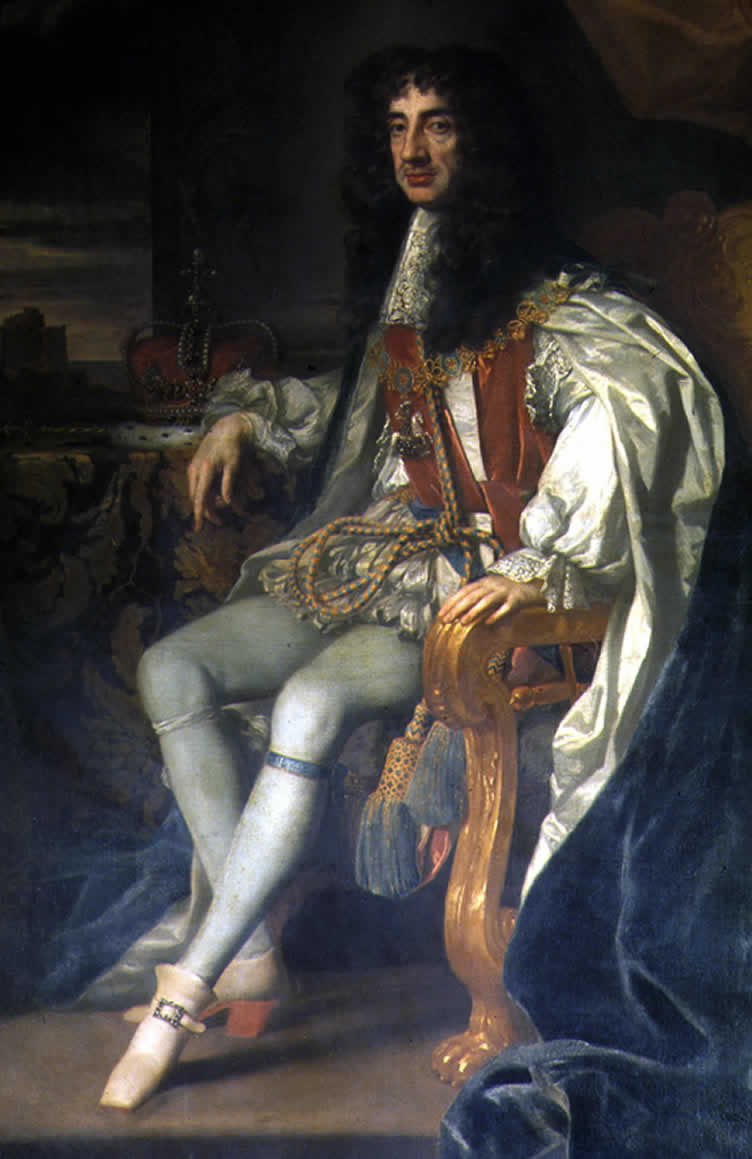
Karl II återinsattes som kung av England 1660.

Konventsparlamentet upplöstes i december 1660. Kort efter Karls kröning i Westminster Abbey 23 april 1661 samlades det andra parlamentet i riket – kavaljerparlamentet (Cavalier Parliament). Eftersom kavaljerparlamentet till övervägande del var rojalistiskt såg Karl ingen anledning att upplösa det och utlysa nytt val på sjutton år.
Kavaljerparlamentetet ägnade sig åt det program som lades fram av Karls främste rådgivare, Edward Hyde, 1:e earl av Clarendon. Lord Clarendon försökte motverka nonkonformism mot Church of England. På hans inrådan antog kavaljerparlamentet flera rättsakter som kom att ingå i Clarendon Code. Konventikelakten 1664 förbjöd religiösa sammankomster av fler än fem personer förutom under Church of Englands överinseende. Five Mile Act 1665 förbjöd kyrkomän att komma inom fem miles från en församling som de blivit bannlysta ifrån. Dessa akter var i bruk under återstoden av Karls regeringstid. Andra delar av Clarendon Code var exempelvis korporationsakten 1661 och uniformitetsakten 1662.
Karl gick med på att ge upp föråldrade feodala avgifter som hade återupplivats av hans far. I gengäld fick han en årlig inkomst på 1 200 000 av parlamentet. Anslaget kom dock inte att bli till så stor nytta under större delen av Karls regentskap. Summan var bara en angivelse av det maximala belopp som kungen tilläts hämta från statskassan varje år och den mängd som faktiskt fanns i skattkistorna var mestadels mycket mindre. För att undvika ytterligare finansiella problem utsåg Karl George Downing (som anlade Downing Street) till att reformera skötseln av statskassan och beskattningen.

## Utrikespolitik
1662 gifte sig Karl med en portugisisk prinsessa, Katarina av Braganza, som gav honom territorierna Bombay och Tanger i hemgift. Samma år sålde han emellertid Dunkerque – en mycket mer värdefull strategisk utpost – till sin kusin kung Ludvig XIV av Frankrike för 40 000 pund.
Som ett erkännande av det stöd som han fått för att återta tronen skänkte Karl nordamerikanska landområden som då kallades Carolina – efter hans far – till åtta adelsmän 1663.
Navigationsakterna (1651) som skadade Nederländernas handel och satte igång det första engelsk-nederländska kriget (1652–1654) var också anledningen till att det andra engelsk-nederländska kriget utbröt (1665–1667). Denna konflikt började väl för engelsmännen, med erövringen av Nya Amsterdam (senare omdöpt till New York efter Karls bror Jakob, hertig av York, senare Jakob II av England/Jakob VII av Skottland) i Nordamerika, men 1667 gick nederländarna överraskande till anfall mot engelsmännen när de seglade upp för Themsen till platsen där större delen av den brittiska flottan var förtöjd. Nästan alla skeppen sänktes utom flaggskeppet, Royal Charles, som fördes med tillbaka till Nederländerna som trofé. (Skeppets namnskylt visas fortfarande upp, numera i Rijksmuseum i Amsterdam.) Det andra engelsk-nederländska kriget avslutades när fördraget i Breda undertecknades 1667.
Som en följd av det andra engelsk-nederländska kriget avskedade Karl sin rådgivare Lord Clarendon, som han använde som syndabock för kriget. Clarendon flydde till Frankrike när underhuset ställde honom inför riksrätt för högförräderi (som bestraffades med döden). Makten övergick till en grupp om fem politiker kända som "Cabalen" – Thomas Clifford, 1:e baron Clifford, Henry Bennet, 1:e earl av Arlington, George Villiers, 2:e hertig av Buckingham, Anthony Ashley Cooper, 1:e baron Ashley (senare earl av Shaftesbury) och John Maitland, 1:e hertig av Lauderdale.
1668 bildade England en allians med Sverige och med sin tidigare fiende Nederländerna för att strida mot Ludvig XIV i devolutionskriget. Ludvig tvingades sluta fred med trippelalliansen, men han fortsatte att ha aggressiva intentioner. 1670 gick Karl, som sökte lösa sina finansiella problem, med på fördraget i Dover, under vilket Ludvig XIV skulle betala honom 200 000 pund om året. I gengäld gick Karl med på att bidra med trupper till Ludvig och att konvertera till katolicismen "så snart som hans rikes välfärd tillåter det." Ludvig skulle bistå med 6000 trupper för att trycka ned dem som motsatte sig konverteringen. Karl ansträngde sig att försäkra att fördraget – särskilt klausulen om att han skulle konvertera – hölls hemligt. Det är inte klart om Karl någonsin på allvar tänkte göra verklighet av konverteringsklausulen. 
Samtidigt gav Karl, genom en serie av fem akter omkring 1670, det Brittiska Ostindiska Kompaniet rättigheter att ta autonoma territorier, att mynta pengar, att föra befäl över befästningar och trupper, att bilda allianser, att inleda krig och sluta fred, och att utöva både civil och juridisk överhöghet över de områden man tagit i Indien. Tidigare under 1668 hyrde han ut öarna i Bombay för den enkla summan tio pund betalade i guld.

## Konflikt med parlamentet

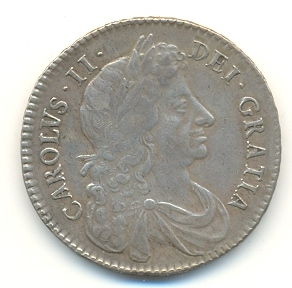
Half-Crown med Karl II:s bild, 1683. Inskriften är CAROLUS II DEI GRATIA (Karl II av Guds nåde).

Fastän det tidigare varit vänligt inställt till regenten blev kavaljerparlamentet bortstött av kungens krig och religionspolitik under 1670-talet. 1672 utfärdade Karl indulgensförklaringen, där han syftade till att upphäva alla lagar som diskriminerade mot katoliker och andra religiösa minoriteter. Samma år stödde han öppet det katolska Frankrike och inledde det tredje engelsk-nederländska kriget.
Fastän kavaljerparlamentet motsatte sig att införa religiös tolerans mot katoliker satte det sig emot indulgensförklaringen på konstitutionella grunder (genom att hävda att kungen inte hade rätt att godtyckligt upphäva lagar) snarare än politiska. Karl II drog tillbaka deklarationen och gick med på testakten, som inte bara krävde att ämbetsmän skulle motta nattvard enligt de sätt som föreskrevs av Church of England, utan också tvingade dem att fördöma vissa av katolska kyrkans läror som "vidskepliga och avgudadyrkande." Kavaljerparlamentet vägrade också bekosta kriget mot Nederländena och tvingade därmed Karl att sluta fred 1674.
Karls fru drottning Katarina kunde inte producera en arvinge. Hennes graviditeter slutade i missfall och dödfödda barn. Karls arvinge var därför hans impopuläre katolske bror, Jakob, hertig av York. 1678, varnade Titus Oates, en före detta anglikansk kyrkoman, felaktigt för en "papistisk komplott" (popish plot) att mörda kungen och ersätta honom med hertigen av York. Karl trodde inte på anklagelserna, men befallde sin chefsminister Thomas Osborne, 1:e earl av Danby att undersöka dem. Lord Danby var emellertid antikatolsk och uppmuntrade Oates att offentliggöra sina anklagelser. Folket greps av en antikatolsk hysteri, domare och juryer över hela landet dömde de förmodade konspiratörerna och många oskyldiga personer blev avrättade. 
Senare under 1678 blev Lord Danby dock ställd inför riksrätt av underhuset, anklagad för högförräderi. Fastän en stor del av nationen hade eftersträvat krig mot det katolska Frankrike hade Karl II i hemlighet förhandlat med Ludvig XIV, för att försöka nå en uppgörelse under vilken England skulle förbli neutralt i utbyte mot pengar. Lord Danby var fientlig mot Frankrike, men gick med reservationer med på att följa Karls önskemål. Olyckligtvis för honom kunde underhuset inte se att han var en motvillig deltagare i skandalen och trodde istället att han var upphovsman till taktiken. För att rädda Lord Danby från riksrättsåtalet i överhuset upplöste Karl kavaljerparlamentet i januari 1679.
Ett nytt parlament, som samlades i mars samma år, var ganska fientligt mot kungen. Lord Danby blev tvingad att avgå från posten som lordskattmästare, men blev benådad av kungen. Parlamentet gick emot kungens vilja och förklarade att parlamentsupplösningen inte avbröt riksrättsprocessen. När överhuset tycktes redo att utdöma straffet landsförvisning – som underhuset tyckte var för milt – övergavs riksrätten och en bill of attainder infördes. Liksom så många gånger tidigare under sitt regentskap böjde sig Karl II för sina motståndares önskningar, och spärrade in Lord Danby i Tower of London. Lord Danby kom att hållas där utan borgen i fem år till.

## Senare år
En annan politisk storm som drabbade Karl handlade om tronföljden. Parlamentet 1679 hade valts vid en tidpunkt då antikatolska stämningar rådde i kungariket och vände sig kraftigt emot idén om en katolsk regent. Anthony Ashley Cooper, 1:e earl av Shaftesbury (tidigare baron Ashley och en medlem av Cabalen, som hade sönderfallit 1672) införde Exclusion bill, som syftade till att utesluta hertigen av York från successionslinjen. Vissa försökte till och med testamentera kronan till den protestantiske hertigen av Monmouth, den äldste av Karls oäkta barn. Abhorrers – motståndarna till uteslutningsbillen – kom att utvecklas till Torypartiet, medan Petitioners – de som stödde uteslutningsbillen – blev Whigpartiet.
Eftersom han fruktade att Exclusion bill skulle bli antagen upplöste Karl parlamentet i december 1679. Två ytterligare parlament sammankallades under Karls styre (ett 1680 och det andra 1681), men båda blev upplösta eftersom de försökte genomdriva Exclusion bill. Under 1680-talet började emellertid det folkliga stödet för Exclusion bill upplösas, och Karl fick erfara en landsomfattande våg av lojalitet, eftersom många av hans undersåtar tyckte att parlamentet hade varit för påstridigt och stötande. Under resten av sitt regentskap härskade Karl som absolut monark utan parlament. 
Karls motstånd mot Exclusion bill förargade en del protestanter. Protestantiska konspiratörer utvecklade Rye House Plot, en plan för att mörda kungen och hertigen av York när de återvände till London efter hästkapplöpningar i Newmarket. En stor eldsvåda förstörde dock stora delar av Newmarket och orsakade att kapplöpningarna inställdes. Därmed kunde attentatsplanen inte fullföljas. Innan nyheter om komplotten läckte ut flydde de huvudsakliga konspiratörerna. Protestantiska politiker som Algernon Sydney och lord William Russell befanns delaktiga i sammansvärjningen och avrättades för högförräderi, men med mycket bristfällig bevisning. 
Karl dog plötsligt av uremi, ett kliniskt syndrom som beror på felaktigheter i njuren. Det orsakar en biokemisk störning i kroppen, bland annat genom att urea behålls. Urea är en restprodukt av proteinmetabolism och utsöndras normalt i urinen. Syndromet kännetecknas av illamående, kräkningar, huvudvärk, svaghet, oklar syn, konvulsioner och koma. 
När han visste att han var döende och i stor hemlighet kallade han en präst, fader John Huddleston, till sin bädd. Karl släpptes in i katolska kyrkan och mottog sista smörjelsen. Han dog på onsdagen den 6 februari 1685. Han begravdes i Westminster Abbey. Han efterträddes av hertigen av York, som blev Jakob II i England och Irland och Jakob VII i Skottland.

## Arv

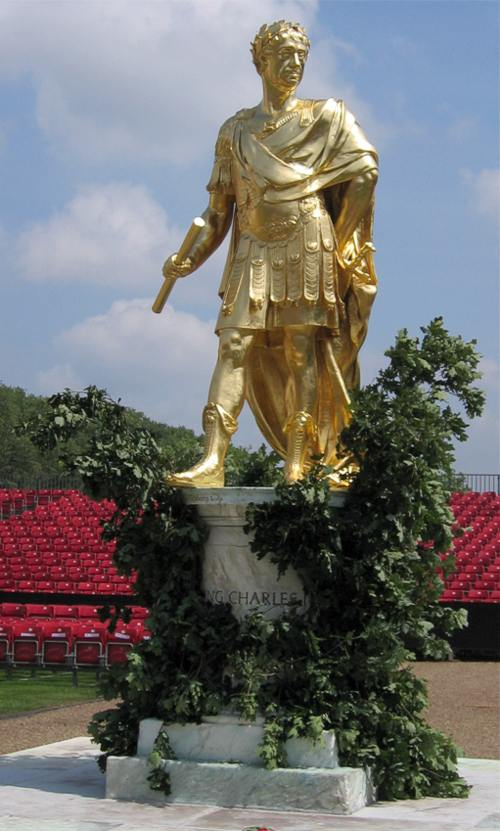
Denna staty av Karl II står i Figure Court på Royal Hospital i Chelsea.

Karl II efterlämnade inga inomäktenskapliga barn, men han fick flera barn med ett antal älskarinnor (av vilka många var gifta med adelsmän). Många av hans älskarinnor och oäkta barn fick hertigdömen och earldömen. Han erkände offentligt fjorton barn med sju älskarinnor. Sex av barnen föddes av en enda kvinna, den beryktade Barbara Villiers, som förlänades hertigdömet Cleveland av Karl. Hans övriga favoritälskarinnor var Nell Gwynne och Louise de Kérouaille. Karl erkände också barn med Lucy Walter, Elizabeth Killigrew, Viscountess Shannon och Catherine Pegge, Lady Greene. De nuvarande hertigen av Buccleuch och Queensberry, hertigen av Richmond och Gordon, hertigen av Grafton och hertigen av St Albans härstammar alla från Karl direkt på fädernet. Karls förhållanden och politiken under hans tid beskrivs i det historiska dramat Charles II: The Power and The Passion (producerat 2003 av British Broadcasting Corporation).
Det är värt att nämna att prinsessan Diana härstammade från två av Karls oäkta söner, hertigen av Grafton och hertigen av Richmond (den senare är också är en direkt anfader till Camilla, Storbritanniens nuvarande drottning). Därmed kommer Dianas son William, prins av Wales, som för närvarande är först i Storbritanniens tronföljd, troligtvis att bli den förste brittiske regenten som härstammar från Karl II, och den förste som härstammar från Karl I sedan drottning Anna dog 1714.
Karl II:s äldste son, hertigen av Monmouth, ledde ett uppror mot Jakob II, men besegrades i slaget vid Sedgemoor 6 juli 1685, tillfångatogs och avrättades. Jakob II blev emellertid slutligen avsatt från tronen 1688 under den ärorika revolutionen. Jakob var den siste katolske regenten av England.
Karl gynnade konsterna och vetenskapen och bidrog till att grunda Royal Society, en grupp vetenskapsmän bland vars tidiga medlemmar fanns Robert Hooke, Robert Boyle och Sir Isaac Newton. Karl var personlig gynnare av Sir Christopher Wren, arkitekten som medverkade till att återuppbygga London efter den stora branden 1666. Wren ritade också Royal Hospital Chelsea, som Karl grundade som ett hem för före detta soldater 1681. Sedan 1692 har en staty av Karl II i antik romersk klädsel (skapad av Grinling Gibbons 1676) stått i Figure Court i Royal Hospital.
Årsdagen av Karls restauration (som också är hans födelsedag) – 29 maj – firas i Storbritannien som "Oak Apple Day", efter den kungliga eken där Karl sägs ha gömt sig för att undkomma Oliver Cromwells styrkor. Det traditionella firandet inkluderar bärande av eklöv, men har nu mestadels dött ut. Årsdagen av restaurationen är också en officiell Collar Day.

## Karl II:s familj och barn
Karl efterlämnade inga legitima arvingar med Katarina av Braganca men var far till ett okänt antal utomäktenskapliga barn. Han erkände faderskapet till fjorton barn, däribland Barbara Fitzroy, som nästan säkert inte var hans barn.
1. Med Marguerite eller Margaret de Carteret
  1. Vissa uppgifter säger att hon födde en son med Karl vid namn James de la Cloche 1646. James de Carteret/de la Cloche tros ha dött någon gång omkring 1667.
2. Med Lucy Walter (1630–1658)
  1. James Crofts "Scott" (1649–1685), utnämnd till hertig av Monmouth (1663) i England och hertig av Buccleuch (1663) i Skottland
  2. Mary Crofts (cirka 1651) Inte erkänd. Hon gifte sig med en William Sarsfield och senare en William Fanshaw och blev en helbrägdagörare som verkade i Covent Garden, London.
3. Med Elizabeth Killigrew (1622–1680)
  1. Charlotte Jemima Henrietta Maria Boyle, "FitzCharles" (1650–1684)
4. Med Catherine Pegge, Lady Green
  1. Charles FitzCharles (1657–1680), känd som "Don Carlos", utnämnd till earl av Plymouth (1675)
  2. Catherine FitzCharles (född 1658, dog ung)
5. Med Barbara Villiers (1640–1709), grevinna av Castlemaine och hertiginna av Cleveland
  1. Anne Palmer (Fitzroy) (1661–1722)
  2. Charles Fitzroy (1662–1730) utnämnd till hertig av Southampton (1675), blev 2:e hertig av Cleveland (1709)
  3. Henry Fitzroy (1663–1690), utnämnd till earl av Euston (1672), hertig av Grafton (1709)
  4. Charlotte Fitzroy (1664–1718), grevinna av Lichfield
  5. George Fitzroy (1665–1716), utnämnd till earl av Northumberland (1674), hertig av Northumberland (1683)
  6. Barbara (Benedicta) Fitzroy (1672–1737) – Hon erkändes som Karls dotter, men var troligen dotter till John Churchill, senare hertig av Marlborough
6. Med Eleanor "Nell" Gwynne (cirka 1642-1687)
  1. Charles Beauclerk (1670–1726), utnämnd till hertig av St Albans
  2. James Beauclerk (1671–1681)
7. Med Louise Renée de Penancoet da Kéroualle (1648–1734),  hertiginna av Portsmouth (1673)
  1. Charles Lennox (1672–1723), utnämnd till hertig av Richmond (1675) i England och hertig av Lennox (1675) i Skottland.
8. Med Mary 'Moll' Davis, kurtisan och känd skådespelare
  1. Mary Tudor (1673–1726), gift med Edward Radclyffe (1655–1705), andre earl av Derwentwater från 1687–1705. Efter Edwards död gifte hon sig med Henry Graham (son och arvinge till Col. James Graham), och efter hans död gifte hon sig med James Rooke 1707. Mary födde fyra barn åt Edward, som fortsatte huset Derwentwater.
9. Andra älskarinnor
  1. Cristabella Wyndham, hans tidigare amma (obekräftad, förment när Karl var fjorton år)
  2. Hortense Mancini, hertiginna av Mazarin
  3. Winifred Wells – en av drottningens hovfröknar
  4. Mrs Jane Roberts – dotter till en präst
  5. Mary Sackville (tidigare Berkeley, född Bagot) – grevinna av Falmouth
  6. Elizabeth Fitzgerald, grevinna av Kildare

## Anfäder
|                                        |  |  |  |  |  |  |  |                                       |  |  |  |  |  |  |  |                                        |  |  |  |  |  |  |  | 8. Henry Stuart, lord Darnley                |
|                                        |  |  |  |  |  |  |  |                                       |  |  |  |  |  |  |  |                                        |  |  |  |  |  |  |  |                                              |
|                                        |  |  |  |  |  |  |  |                                       |  |  |  |  |  |  |  | 4. Kung Jakob I av England & Skottland |  |  |  |  |  |  |  |                                              |
|                                        |  |  |  |  |  |  |  |                                       |  |  |  |  |  |  |  |                                        |  |  |  |  |  |  |  |                                              |
|                                        |  |  |  |  |  |  |  |                                       |  |  |  |  |  |  |  |                                        |  |  |  |  |  |  |  | 9. Drottning Maria I av Skottland            |
|                                        |  |  |  |  |  |  |  |                                       |  |  |  |  |  |  |  |                                        |  |  |  |  |  |  |  |                                              |
|                                        |  |  |  |  |  |  |  | 2. Kung Karl I av England & Skottland |  |  |  |  |  |  |  |                                        |  |  |  |  |  |  |  |                                              |
|                                        |  |  |  |  |  |  |  |                                       |  |  |  |  |  |  |  |                                        |  |  |  |  |  |  |  |                                              |
|                                        |  |  |  |  |  |  |  |                                       |  |  |  |  |  |  |  |                                        |  |  |  |  |  |  |  | 10. Kung Fredrik II av Danmark               |
|                                        |  |  |  |  |  |  |  |                                       |  |  |  |  |  |  |  |                                        |  |  |  |  |  |  |  |                                              |
|                                        |  |  |  |  |  |  |  |                                       |  |  |  |  |  |  |  | 5. Anna av Danmark                     |  |  |  |  |  |  |  |                                              |
|                                        |  |  |  |  |  |  |  |                                       |  |  |  |  |  |  |  |                                        |  |  |  |  |  |  |  |                                              |
|                                        |  |  |  |  |  |  |  |                                       |  |  |  |  |  |  |  |                                        |  |  |  |  |  |  |  | 11. Sofia av Mecklenburg                     |
|                                        |  |  |  |  |  |  |  |                                       |  |  |  |  |  |  |  |                                        |  |  |  |  |  |  |  |                                              |
| 1. Kung Karl II av England & Skottland |  |  |  |  |  |  |  |                                       |  |  |  |  |  |  |  |                                        |  |  |  |  |  |  |  |                                              |
|                                        |  |  |  |  |  |  |  |                                       |  |  |  |  |  |  |  |                                        |  |  |  |  |  |  |  | 12. Anton av Bourbon, titulärkung av Navarra |
|                                        |  |  |  |  |  |  |  |                                       |  |  |  |  |  |  |  |                                        |  |  |  |  |  |  |  |                                              |
|                                        |  |  |  |  |  |  |  |                                       |  |  |  |  |  |  |  | 6. Kung Henrik IV av Frankrike         |  |  |  |  |  |  |  |                                              |
|                                        |  |  |  |  |  |  |  |                                       |  |  |  |  |  |  |  |                                        |  |  |  |  |  |  |  |                                              |
|                                        |  |  |  |  |  |  |  |                                       |  |  |  |  |  |  |  |                                        |  |  |  |  |  |  |  | 13. Drottning Johanna III av Navarra         |
|                                        |  |  |  |  |  |  |  |                                       |  |  |  |  |  |  |  |                                        |  |  |  |  |  |  |  |                                              |
|                                        |  |  |  |  |  |  |  | 3. Henrietta Maria av Frankrike       |  |  |  |  |  |  |  |                                        |  |  |  |  |  |  |  |                                              |
|                                        |  |  |  |  |  |  |  |                                       |  |  |  |  |  |  |  |                                        |  |  |  |  |  |  |  |                                              |
|                                        |  |  |  |  |  |  |  |                                       |  |  |  |  |  |  |  |                                        |  |  |  |  |  |  |  | 14. Storhertig Frans I av Toscana            |
|                                        |  |  |  |  |  |  |  |                                       |  |  |  |  |  |  |  |                                        |  |  |  |  |  |  |  |                                              |
|                                        |  |  |  |  |  |  |  |                                       |  |  |  |  |  |  |  | 7. Maria av Medici                     |  |  |  |  |  |  |  |                                              |
|                                        |  |  |  |  |  |  |  |                                       |  |  |  |  |  |  |  |                                        |  |  |  |  |  |  |  |                                              |
|                                        |  |  |  |  |  |  |  |                                       |  |  |  |  |  |  |  |                                        |  |  |  |  |  |  |  | 15. Johanna av Österrike                     |
|                                        |  |  |  |  |  |  |  |                                       |  |  |  |  |  |  |  |                                        |  |  |  |  |  |  |  |                                              |

## Kuriosa
- Karl spelade en roll i fotbollens utveckling genom att ge idrotten kungligt godkännande 1681.